# Wind des Südens
Wind des Südens (Originaltitel: Vento del Sud) ist ein italienisches Filmdrama in Schwarzweiß aus dem Jahr 1960 von Enzo Provenzale. Das Drehbuch, das er zusammen mit Giuseppe Mangione verfasst hat, basiert auf einer Erzählung, die Mangione zusammen mit Elio Petri geschrieben hat. Die Hauptrollen sind mit Renato Salvatori und Claudia Cardinale besetzt. Premiere in der Bundesrepublik Deutschland hatte das Werk am 6. Juli 1968 im Programm des ZDF.

## Handlung
Antonio, ein eben vom Militärdienst heimgekehrter junger sizilianischer Arbeiter, wird von der Mafia zu einem Mordanschlag auf den Marchese Macrè gezwungen, nachdem sich dieser hartnäckig dem Geheimbund widersetzt hat. (Schon Antonios Vater war gezwungen worden, sich mit den Verbrechern zu verbünden, und auf geheimnisvolle Weise ums Leben gekommen.) Im letzten Moment hat Antonio jedoch Skrupel, den Schuss abzugeben. Daher versucht er, sich der Verfolgung durch die aufgebrachten Mafia-Mitglieder zu entziehen. Begleiterin auf seiner Flucht ist Grazia Macrì, eine Tochter des Marchese, die der stickigen Atmosphäre des väterlichen Hauses entrinnen will.
In Palermo werden die beiden getrennt, weil die Verbrecherorganisation Antonio wieder auf die Spur gekommen ist. Das Paar findet aber bald wieder zusammen und steuert damit auf ein tragisches Ende zu. Um Grazia nicht an sein ausweglos erscheinendes Schicksal zu ketten, stößt sie Antonio scheinbar von sich. Enttäuschung und Angst vor der Familienschande treiben das Mädchen schließlich in den Selbstmord. Antonio selbst fällt durch die Kugeln seiner Verfolger, nachdem er ihnen offen den Tod des Mädchens angelastet hat.

## Kritiken
Das Lexikon des internationalen Films hält nicht viel von dem Werk: „Gesellschaftskritisch angelegter, jedoch nur schwach gestalteter Film über ein junges Paar […], das durch die Rache der sizilianischen Mafia in Palermo ins Verderben getrieben wird“. In der später erfolgten Online-Ausgabe 2001 wird dann aber noch positiv hervorgehoben, dass der Film wegen der meisterhaften Fotografie Beachtung verdiene. Auch der Evangelische Filmbeobachter fand nur wenige nette Worte: „Ein Film, der den Terror dieses verbrecherischen Geheimbundes entlarven will, jedoch wegen der teilweise kolportagehaften Wiedergabe der bittersüßen Liebesromanze an der Oberfläche der beabsichtigten Gesellschaftskritik bleibt.“